# Philagrias zelotica
Philagrias zelotica är en fjärilsart som beskrevs av Edward Meyrick 1932. Philagrias zelotica ingår i släktet Philagrias och familjen äkta malar.
Artens utbredningsområde är Etiopien. Inga underarter finns listade i Catalogue of Life.